# Liste der Orte im Landkreis Böblingen
Die Liste der Orte im Landkreis Böblingen listet die geographisch getrennten Orte (Ortsteile, Stadtteile, Dörfer, Weiler, Höfe, (Einzel-)Häuser) im Landkreis Böblingen auf.

## Systematische Liste
Alphabet der Städte und Gemeinden mit den zugehörigen Orten.
| - Aidlingen mit den Gemeindeteilen Aidlingen, Dachtel und Deufringen. - Zu Aidlingen das Dorf Aidlingen und die Orte Kirchtalhof, Kühneberg, Lehenweiler, Lindenhof und Würmtalhof. - Zu Dachtel das Dorf Dachtel. - Zu Deufringen das Dorf Deufringen. - Altdorf mit dem Dorf Altdorf und dem Wohnplatz Altdorfer Mühle. - Böblingen mit den Stadtteilen Böblingen und Dagersheim. - Zu Böblingen die Stadt Böblingen, der Ort Rauher Kapf und der Wohnplatz Schönaicher First. - Zu Dagersheim das Dorf Dagersheim. - Bondorf mit dem Dorf Bondorf, den Orten Haitinger Höfe, Herdweghöfe, Hohenreutin, Niederreutin, Weildorf und Wurmfeld. - Deckenpfronn mit dem Dorf Deckenpfronn. - Ehningen mit dem Dorf Ehningen, dem Weiler Mauren und dem Wohnplatz Sägewerk. - Gärtringen mit den Gemeindeteilen Gärtringen und Rohrau. - Zu Gärtringen das Dorf Gärtringen und der Ort Waldhöfe. - Zu Rohrau das Dorf Rohrau. - Gäufelden mit den Gemeindeteilen Nebringen, Öschelbronn und Tailfingen, jeweils nur aus dem gleichnamigen Ort bestehend. - Grafenau mit den Gemeindeteilen Dätzingen und Döffingen. - Zu Dätzingen das Dorf Dätzingen. - Zu Döffingen das Dorf Döffingen und die Orte Burschelberg, Kapellenberg und Wenninger Höfe. - Jettingen mit den Gemeindeteilen Oberjettingen und Unterjettingen. - Zu Oberjettingen das Dorf Oberjettingen und das Gehöft Höhenhöfe. - Zu Unterjettingen das Dorf Unterjettingen, der Ort Sindlingen und der Wohnplatz Kehrhau. - Herrenberg mit den Stadtteilen Affstätt, Gültstein, Haslach, Herrenberg, Kayh, Kuppingen, Mönchberg und Oberjesingen. - Zu Affstätt das Dorf Affstätt. - Zu Gültstein das Dorf Gültstein und die Wohnplätze Gültsteiner Mühle, Kochmühle und Sägmühle. - Zu Haslach das Dorf Haslach und der Wohnplatz Steinbruch. Zu Herrenberg die Stadt Herrenberg, die Höfe Dritte Ammermühle, Talhof und Zweite Ammermühle und die Wohnplätze Altenbergen, Erste Ammermühle, Gutleuthaustal und Leiblesgrube. - Zu Kayh das Dorf Kayh. - Zu Kuppingen das Dorf Kuppingen. - Zu Mönchberg das Dorf Mönchberg. - Zu Oberjesingen das Dorf Oberjesingen. - Hildrizhausen mit dem Dorf Hildrizhausen. - Holzgerlingen mit der Stadt Holzgerlingen, der herzoglichen Domäne Schaichhof und den Wohnplätzen Mittlere Mühle, Obere Mühle und Untere Mühle. - Leonberg mit den Stadtteilen Gebersheim, Höfingen, Leonberg und Warmbronn. - Zu Gebersheim das Dorf Gebersheim. - Zu Höfingen das Dorf Höfingen und die Wohnplätze Felsensägmühle, Glaunhalde, Scheffelmühle und Tilghäuslesmühle. - Zu Leonberg die Stadt Leonberg, die Stadtteile Eltingen, Gartenstadt, Ramtel und Silberberg, die Höfe Brunnenhof, Eichenhof und Wäldleshof und die Wohnplätze Glemseck, Hinter Ehrenberg, Mahdental, Rappenhof und Schumisberg. - Zu Warmbronn das Dorf Warmbronn. | - Mötzingen mit dem Dorf Mötzingen. - Nufringen mit dem Dorf Nufringen. - Magstadt mit dem Dorf Magstadt, den Höfen Grundhof und Talmühle und dem Wohnplatz Talziegelei. - Renningen mit den Stadtteilen Malmsheim und Renningen. - Zu Malmsheim das Dorf Malmsheim und der Wohnplatz Rankmühle. - Zu Renningen die Stadt Renningen, die Höfe Ihingerhof und Längenbühlhof und die Wohnplätze Kindelberg, Lutzenberg, Silberberg und Weinberg. - Rutesheim mit den Stadtteilen Perouse und Rutesheim. - Zu Perouse das Dorf Perouse. - Zu Rutesheim die Stadt Rutesheim und die Siedlung Rutesheim-Heuweg. - Schönaich mit dem Dorf Schönaich, dem Gehöft Roter Berg und den Wohnplätzen Happach, Kirchklinge, Pfefferburg, Rauhmühle, Speidelsmühle, Sulzbach und Wolfenmühle. - Steinenbronn mit dem Dorf Steinenbronn. - Sindelfingen mit den Stadtteilen Darmsheim, Maichingen und Sindelfingen. - Zu Darmsheim das Dorf Darmsheim. - Zu Maichingen das Dorf Maichingen. - Zu Sindelfingen die Stadt Sindelfingen, das Gehöft Schoßhöfe und die Wohnplätze Bernet und Mönchsbrunnen. - Waldenbuch mit der Stadt Waldenbuch, den Stadtteilen Glashütte, Hasenhof und Liebenau, den Wohnplätzen Bachenmühle, Burkhardtsmühle und Obere Sägmühle. - Weil der Stadt mit den Stadtteilen Hausen an der Würm, Merklingen, Münklingen, Schafhausen und Weil der Stadt. - Zu Hausen an der Würm das Dorf Hausen an der Würm und die Wohnplätze Frohnmühle und Obere Sägmühle. - Zu Merklingen das Dorf Merklingen, die Höfe Grenzhof und Heidehöfe und der Wohnplatz Riemenmühle. - Zu Münklingen das Dorf Münklingen. - Zu Schafhausen das Dorf Schafhausen, die Höfe Fuhrmannshöfe, Seitenhöfe und Stubenberghöfe und der Wohnplatz Ölmühle. - Zu Weil der Stadt die Stadt Weil der Stadt, das Gehöft Güthlerhof und der Wohnplatz Planmühle. - Weil im Schönbuch mit den Gemeindeteilen Breitenstein, Neuweiler und Weil im Schönbuch. - Zu Breitenstein das Dorf Breitenstein. - Zu Neuweiler das Dorf Neuweiler und der Wohnplatz Eschmühle. - Zu Weil im Schönbuch das Dorf Weil im Schönbuch und die Wohnplätze Obere Rauhmühle, Totenbachmühle und Untere Rauhmühle. - Weissach mit den Gemeindeteilen Flacht und Weissach. - Zu Flacht das Dorf Flacht. - Zu Weissach das Dorf Weissach und der Wohnplatz Ölmühle. |

## Alphabetische Liste
In Fettschrift erscheinen die Orte, die namengebend für die Gemeinde sind, in Kursivschrift Einzelhäuser, Häusergruppen, Burgen, Schlösser und Höfe. Zusätzliche bestehende kleine Orte nach der Quelle www.leo-bw.de werden dort in aller Regel nicht wie in der Listengrundlage nach Weiler/Siedlung/Wohnplatz usw. differenziert, sondern einheitlich als Wohnplatz klassifiziert, dieser Ortsteiltyp wird hier entsprechend kursiviert übernommen.
| - Affstätt zu Herrenberg - Aidlingen - Altdorf - Altdorfer Mühle zu Altdorf - Altenbergen zu Herrenberg - Bachenmühle zu Waldenbuch - Bernet zu Sindelfingen - Böblingen - Bondorf - Breitenstein zu Weil im Schönbuch - Brunnenhof zu Leonberg - Burkhardtsmühle zu Waldenbuch - Burschelberg zu Grafenau - Dachtel zu Aidlingen - Dagersheim zu Böblingen - Darmsheim zu Sindelfingen - Dätzingen zu Grafenau - Deckenpfronn - Deufringen zu Aidlingen - Döffingen zu Grafenau - Dritte Ammermühle zu Herrenberg - Ehningen - Eichenhof zu Leonberg - Eltingen zu Leonberg - Erste Ammermühle zu Herrenberg - Eschmühle zu Weil im Schönbuch - Felsensägmühle zu Leonberg - Flacht zu Weissach - Frohnmühle zu Weil der Stadt - Fuhrmannshöfe zu Weil der Stadt - Gartenstadt zu Leonberg - Gärtringen - Gebersheim zu Leonberg - Glashütte zu Waldenbuch - Glaunhalde zu Leonberg - Glemseck zu Leonberg - Grenzhof zu Weil der Stadt - Gültstein zu Herrenberg - Gültsteiner Mühle zu Herrenberg - Güthlerhof zu Weil der Stadt - Gutleuthaustal zu Herrenberg - Haitinger Höfe zu Bondorf - Happach zu Schönaich - Hasenhof zu Waldenbuch - Haslach zu Herrenberg - Hausen an der Würm zu Weil der Stadt - Heidehöfe zu Weil der Stadt - Herdweghöfe zu Bondorf - Herrenberg - Hildrizhausen - Hinter Ehrenberg zu Leonberg - Höfingen zu Leonberg - Höhenhöfe zu Jettingen - Hohenreutin zu Bondorf - Holzgerlingen - Ihingerhof zu Renningen - Im Schönberg zu Holzgerlingen - Kapellenberg zu Grafenau - Kayh zu Herrenberg - Kehrhau zu Jettingen - Kindelberg zu Renningen - Kirchklinge zu Schönaich - Kirchtalhof zu Aidlingen - Kochmühle zu Herrenberg - Kühneberg zu Aidlingen - Kuppingen zu Herrenberg - Längenbühlhof zu Renningen - Lehenweiler zu Aidlingen - Leiblesgrube zu Herrenberg - Leonberg - Liebenau zu Waldenbuch - Lindenhof zu Aidlingen - Lutzenberg zu Renningen | - Magstadt - Mahdental zu Leonberg - Maichingen zu Sindelfingen - Malmsheim zu Renningen - Mauren zu Ehningen - Merklingen zu Weil der Stadt - Mittlere Mühle zu Holzgerlingen - Mönchberg zu Herrenberg - Mönchsbrunnen zu Sindelfingen - Mötzingen - Münklingen zu Weil der Stadt - Nebringen zu Gäufelden - Neuweiler zu Weil im Schönbuch - Niederreutin zu Bondorf - Nufringen - Obere Mühle zu Holzgerlingen - Obere Rauhmühle zu Weil im Schönbuch - Obere Sägmühle zu Waldenbuch - Obere Sägmühle zu Weil der Stadt - Oberjesingen zu Herrenberg - Oberjettingen zu Jettingen - Ölmühle zu Weil der Stadt - Ölmühle zu Weissach - Öschelbronn zu Gäufelden - Perouse zu Rutesheim - Pfefferburg zu Schönaich - Planmühle zu Weil der Stadt - Ramtel zu Leonberg - Rankmühle zu Renningen - Rappenhof zu Leonberg - Raubmühle zu Schönaich - Rauher Kapf zu Böblingen - Renningen - Riemenmühle zu Weil der Stadt - Rohrau zu Gärtringen - Roter Berg zu Schönaich - Rutesheim - Rutesheim-Heuweg zu Rutesheim - Sägewerk zu Ehningen - Sägmühle zu Herrenberg - Schafhausen zu Weil der Stadt - Schaichhof zu Holzgerlingen - Scheffelmühle zu Leonberg - Schönaich - Schönaicher First zu Böblingen - Schoßhöfe zu Sindelfingen - Schumisberg zu Leonberg - Seitenhöfe zu Weil der Stadt - Silberberg zu Leonberg - Silberberg zu Renningen - Sindelfingen - Sindlingen zu Jettingen - Speidelsmühle zu Schönaich - Steinbruch zu Herrenberg - Steinenbronn - Stubenberghöfe zu Weil der Stadt - Sulzbach zu Schönaich - Tailfingen zu Gäufelden - Talhof zu Herrenberg - Tilghäuslesmühle zu Leonberg - Totenbachmühle zu Weil im Schönbuch - Untere Mühle zu Holzgerlingen - Untere Rauhmühle zu Weil im Schönbuch - Unterjettingen zu Jettingen - Waldenbuch - Waldhöfe zu Gärtringen - Wäldleshof zu Leonberg - Warmbronn zu Leonberg - Weil der Stadt - Weil im Schönbuch - Weildorf zu Bondorf - Weinberg zu Renningen - Weissach - Wenninger Höfe zu Grafenau - Wolfenmühle zu Schönaich - Wurmfeld zu Bondorf - Würmtalhof zu Aidlingen - Zweite Ammermühle zu Herrenberg |